# Смолеговская Рудня (Наровлянский район)
Смолеговская Рудня (бел. Смалегаўская Рудня) — упразднённая деревня в Завойтянском сельсовете Наровлянского района Гомельской области Беларуси.
В связи с радиационным загрязнением после катастрофы на Чернобыльской АЭС жители деревни (82 семьи) в 1990—1992 годах были отселены в чистые места.
На юге и севере деревня граничит с лесом.

## География

### Расположение
В 15 км на юго-запад от Наровли, 27 км от железнодорожной станции Ельск (на линии Калинковичи — Овруч), 193 км от Гомеля.

### Гидрография
На реке Мытва (приток реки Припять).

## Транспортная сеть
Транспортные связи по просёлочной, а затем автодорогам Демидов — Бук и Ельск — Наровля. Планировка состоит из прямолинейной, широтной улицы, к которой с севера присоединяются 2 короткие, плотно застроенные улицы. Застройка деревянная, двусторонняя, усадебного типа.

## История
По письменным источникам известна с XVIII века как деревня в Мозырском повете Минского воеводства Великого княжества Литовского. После 2-го раздела Речи Посполитой (1793 год) в составе Российской империи. В 1795 году работали мельница и рудоплавильня, принадлежавшие действительному тайному советнику Я. Сиверсу. В 1825 году деревню купил С. И. Горват. В 1908 году в Наровлянской волости Речицкого уезда Минской губернии.
В 1931 году организован колхоз имени С. М. Будённого, работала кузница. Во время Великой Отечественной войны в лесу, неподалёку от деревни, около двух месяцев базировался партизанский отряд Коростенского района Украины. В деревне действовало патриотическое подполье (руководитель М. А. Фалейчук). Освобождена 28 ноября 1943 года. 34 жителя погибли на фронте. В 1986 году была центром совхоза «Наровлянский». Размещались начальная школа, клуб, библиотека, детский сад, фельдшерско-акушерский пункт, ветеринарный участок, магазин.

## Население

### Численность
- 1990—1992 годы — жители (82 семьи) отселены.

### Динамика
- 1795 год — 16 дворов.
- 1834 год — 20 дворов.
- 1897 год — 32 двора, 219 жителей (согласно переписи).
- 1908 год — 42 двора, 296 жителей.
- 1959 год — 397 жителей (согласно переписи).
- 1986 год — 217 жителей.
- 1990—1992 годы — жители (82 семьи) отселены.